# Psychiatria sądowa
Psychiatria sądowa – dziedzina psychiatrii łącząca się ściśle z sądownictwem. Zadaniem biegłych sądowych z zakresu psychiatrii jest najczęściej ocena poczytalności, zdolności do odbywania kary, czy do uczestnictwa w postępowaniu sądowym osób podejrzanych, czy oskarżonych. Psychiatra sądowy ocenia też zdolność do kierowania swoim postępowaniem, dotyczy to spraw o ubezwłasnowolnienie, a także zdolność do świadomego i swobodnego wyrażania woli - dotyczy to spraw sądowych o unieważnienie testamentu. Zadania psychiatry sądowego mogą być też w szczególnych przypadkach jeszcze inne, zależne od szczegółowych zleceń sądu (bądź prokuratury).

Przeczytaj ostrzeżenie dotyczące informacji medycznych i pokrewnych zamieszczonych w Wikipedii.